# Attribútum (szerepjáték)
Az attribútum egy olyan adat (statisztika), amely leírja, hogy egy szerepjátékban szereplő fiktív karakter milyen mértékben rendelkezik egy bizonyos természetes, veleszületett tulajdonsággal, amely a játék összes karakterére jellemző. Ez az adat általában egy absztrakt szám vagy bizonyos esetekben egy kockakészlet. Egyes játékok különböző kifejezéseket használnak az attribútumra, például statisztika, (elsődleges) tulajdonság vagy képesség. Számos szerepjáték, például a Fate egyáltalán nem használ attribútumokat.

## Az attribútumok természete
Nincs egységes konszenzus arról, hogy mik a képességértékek, még ha sok szerepjátékban van is ilyen, de az ezeket használó játékoknak van egy közös témájuk. A BBC Cult TV honlapja szerint „Minden karakter rendelkezik attribútumokkal - alapvető fizikai és mentális képességekkel.” A Pathfinder szerepjátékban pedig „Minden karakternek hat képességpontja van, amelyek a karaktere legalapvetőbb tulajdonságait képviselik. Ezek az ő nyers tehetsége és ügyessége. Bár egy karakter ritkán dob egy csekket csak egy képességpontszámmal, ezek a pontszámok és az általuk létrehozott módosítók befolyásolják a karakter készségeinek és képességeinek szinte minden aspektusát.” Egyes játékokban, például a Dungeons & Dragons régebbi változataiban a tulajdonságot önmagában használják az eredmények meghatározására, míg sok játékban, kezdve a Bunnies & Burrows-zal és a D&D modernebb változatait is beleértve, a tulajdonság egy képességgel együtt működik, hogy befolyásolja az általános eredményt.

## Az attribútumrendszer gyakori típusai

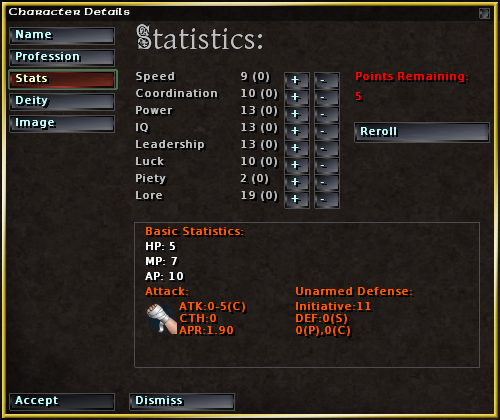
Attribútumok a SCOURGE: Heroes of Lesser Renownban

A szerepjátékok között nincs szabvány arra vonatkozóan, hogy mely tulajdonságok fontosak a játék szempontjából, bár van egy tervezési irányzat, amely szerint a tulajdonságokat azután kell kiválasztani, hogy eldöntöttük, miről szól a játék.

### Attribútumrendszerek beállítása

#### Dungeons & Dragons
A Dungeons & Dragons hat attribútumot használt (voltak rövid próbálkozások egy hetedik, a comeliness, hozzáadására az Unearthed Arcana és a Dragon magazinban, de ez rövid életű volt). A D&D-ben használt hat attribútum a következő:
"Fizikai" statisztika
- Erő (Strength) - a fizikai erő és teherbírás mérése
- Konstitúció (Constitution) - az állóképesség, a kitartás és az egészség mérése
- Ügyesség (Dexterity) - a mozgékonyság, az egyensúly, a koordináció és a reflexek mérése

"Mentális" statisztika
- Intelligencia (Intelligence) - a deduktív gondolkodás, megismerés, tudás, memória, logika és racionalitás mérése.
- Bölcsesség (Wisdom) - az önismeret, a józan ész, a visszafogottság, az észlelés és a belátás mérése.
- Karizma (Charisma) - a személyiség erejének, meggyőzőképességének, vezetői képességének és sikeres tervezésének mérése.

Ezek száma 3 és 20 között mozog (a kiadástól függően).   
A D&D eredeti attribútum-sorrendje az 1974-es eredeti szabályokban a következő volt: Erő, intelligencia, bölcsesség, konstitúció, ügyesség és karizma. Ez a karakterosztályok három „elsődleges követelményét” sorolta fel az „általános” értékek előtt: az erőt a harcosoknál, az intelligenciát a mágiahasználóknál és a bölcsességet a papoknál.
A D&D-ben az attribútumok sorrendje a következőre változott: Erő, intelligencia, bölcsesség, ügyesség, konstitúció és karizma, amit néha „SIWDCC”-ként emlegetnek (az angol megfelelőik első betűiből összerakva). Ez a változás a tolvaj osztály bevezetése miatt történt, amely az ügyességet használta elsődleges követelményként.
A jelenlegi „SDCIWC” szekvenciát az AD&D 2. kiadásában vezették be, hogy a fizikai és kognitív tulajdonságokat két csoportra osztják.

#### Más játékok
Sok más neves játék is követte a példát, miközben kissé variálták az attribútumokat, mint például a Traveller (Erő, ügyesség, kitartás, intelligencia, műveltség, szociális helyzet), vagy mint a Cortex System játékok, mint például a Serenity RPG és a Cortex Plus Leverage az Agilitás, éberség, intelligencia, erő, életerő és akaraterővel.
Mások többet, mások kevesebbet használnak. A Tri-Stat dX (beleértve a Big Eyes, Small Mouth-t is), ahogy a neve is mutatja, hármat használ (Body, Mind, and Soul), míg egy elterjedtebb, és a Cortex Plus Firefly játékban használt felosztás a Physical, Mental, and Social, de a Storyteller System attribútumaival bővül.

## Gyakori attribútumnevek
Az attribútumokra általában hárombetűs rövidítéssel hivatkoznak (Str, Int stb.).

### Hardstatisztikák
A hard statisztikák azok a statisztikák, amelyek általában fizikai jellegűek, és amelyeket gyakran használnak a karakter fizikai jellemzőinek ábrázolására.
Erő (Strength) más néven Body, Might, Brawn, Power ...
Annak mérőszáma, hogy egy karakter fizikailag mennyire erős. Az erő gyakran szabályozza a közelharci támadások erejét és/vagy sebzését, a karakter maximális súlyát, amit elbír, és néha a találati pontokat. A páncélok és fegyverek használatához szintén erőre van szükség.
Konstitúció (Constitution) , más néven Stamina, Endurance, Vitality, Recovery...
Annak a mércéje, hogy mennyire szívós egy karakter. A konstitúció gyakran befolyásolja a találati pontokat, a különleges típusú sebzésekkel (mérgek, betegség, hőség stb.) szembeni ellenállást és a fáradtságot.
A védelem (Defense) más néven Resistance, Resilience ...
Annak mércéje, hogy egy karakter mennyire strapabíró. A védelem általában vagy egy százalékkal, vagy egy fix összeggel csökkenti a kapott sebzést találatonként. Alkalmanként kombinálható a Konstitúcióval.
Ügyesség (Dexterity) , más néven Agility, Reflexes, Quickness ...
Annak mércéje, hogy mennyire mozgékony egy karakter. Az ügyesség szabályozza a támadás és a mozgás sebességét és pontosságát, valamint az ellenfél támadásának kikerülését.

### Softstatisztika
A soft statisztikák azok a statisztikák, amelyek általában kognitív jellegűek, és amelyeket gyakran használnak a karakter nem fizikai jellemzőinek ábrázolására. Ahelyett, hogy mentális statisztikák lennének, képviselhetnek bizonyos nem fizikai hatásokat is a karakterre, mint például az olyan attribútumok, mint a szerencse.
Intelligencia (Intelligence) , más néven Intellect, Mind, Knowledge ...
A karakter problémamegoldó képességének mérőszáma. Az intelligencia gyakran szabályozza a karakterek idegen nyelvek megértésének képességét és a mágikus képességüket. Bizonyos esetekben az intelligencia szabályozza, hogy a karakter hány képességpontot kap „szintlépéskor”. Egyes játékokban azt szabályozza, hogy milyen ütemben szerezzenek tapasztalati pontokat, vagy hogy mennyi szükséges a szintlépéshez. Bizonyos körülmények között ez a képesség a játékosok és az NPC ellenségek közötti harci akciókat is negligálhatja. Néha kombinálják bölcsességgel és/vagy akaraterővel.
Karizma (Charisma) , más néven Presence, Charm, Social ...
A karakter szociális készségeinek és néha fizikai megjelenésének mércéje. A karizma általában befolyásolja az árakat a kereskedés során és az NPC-k reakcióit. Bizonyos körülmények között ez a képesség negligálhatja a játékosok és az NPC ellenségek közötti harci akciókat.
Bölcsesség (Wisdom) , más néven Spirit, Wits, Psyche, Sense ...
A karakter józan eszének és/vagy spiritualitásának mércéje. A bölcsesség gyakran szabályozza a karakterek képességét bizonyos varázslatok elmondására, misztikus entitásokkal való kommunikációra, vagy más karakterek indítékainak és érzelmeinek felismerésére.
Akaraterő (Willpower) , más néven Fortitude, Resolve, Sanity, Personality, Ego ...
A karakter mentális ellenállóképességének mértéke (fájdalom, félelem stb. ellen), amikor tudatmódosító mágia, kínzás vagy őrület áldozatává válik. Sok játék kombinálja az akaraterőt és a bölcsességet.
Az észlelés (Perception) , más néven Alertness, Awareness, Cautiousness ...
A karakter környezetére való nyitottságának mértéke. Az észlelés szabályozza az esélyt, hogy a karakter létfontosságú nyomokat, csapdákat vagy rejtőzködő ellenségeket észleljen, és befolyásolhatja a harc sorrendjét vagy a távolsági támadások pontosságát. Az érzékelés típusú tulajdonságok a modernebb játékokban gyakoribbak. Megjegyzendő, hogy ez a képesség általában csak arra vonatkozik, amit a karakter a bevett érzékszerveivel érzékel (azaz látás, hang, szaglás stb.), és általában nem foglalja magában az extraszenzoros érzékelést vagy a mentális telepátia vagy telekinézis egyéb formáit az adott játékban, kivéve, ha a karakter speciális tulajdonságai kifejezetten tartalmazzák ezeket a képességeket (mint például az Erő a Csillagok háborújában). Néha a bölcsességgel is kombinálják.kombinálva.
Szerencse (Luck) , más néven Fate, Chance...
A karakter szerencséjének fokmérője. A szerencse bármit befolyásolhat, de leginkább véletlenszerű tárgyakat, találkozásokat és kiemelkedő sikereket/hibákat (például kritikus találatokat).

## Fordítás
Ez a szócikk részben vagy egészben  az   Attribute (role-playing games) című angol Wikipédia-szócikk ezen változatának fordításán alapul.  Az eredeti cikk szerkesztőit annak laptörténete sorolja fel. Ez a jelzés csupán a megfogalmazás eredetét és a szerzői jogokat jelzi, nem szolgál a cikkben szereplő információk forrásmegjelöléseként.